# Doddaguni, Gubbi
Doddaguni là một làng thuộc tehsil Gubbi, huyện Tumkur, bang Karnataka, Ấn Độ.